# Tsuda Seifū
Tsuda Seifū (jap. 津田 青楓; * 1880 in Kyōto als Nishikawa Kamejirō (西川 亀治郎); † 1978) war ein japanischer Maler.
Tsuda hielt sich fast zur gleichen Zeit (1907–1911) in Paris auf wie sein Künstlerkollege Ishii Hakutei. Mit diesem und dem Schriftsteller und Maler Arishima Ikuma gründete er 1914 die Nikakai-Ausstellung für Ölmalerei. Sein berühmtestes Werk ist das Ölgemälde Das Opfer (犠牲者, giseisha; 1933), das den Tod des Schriftstellers Kobayashi Takiji darstellt, der von der Militärpolizei zu Tode gefoltert wurde. Weiterhin schuf Tsuda eine Reihe von Holzschnitten, die Yamada Naozo unter dem Titel Ko bijutsu veröffentlichte.
Es ist nicht geklärt, ob Tsuda Seifū identisch ist mit dem Künstler Matsuda Seifu, der 1915 in dem Kunstmagazin Shin Nigao eine Reihe von Porträts von Kabuki-Schauspielern veröffentlichte und 1959 die Illustrationen zu dem Buch Kabuki no katsura schuf.

## Quelle
- The Lavenberg Collection of Japanese Prints – Matsuda Seifu